# Giải vô địch đua xe tải châu Âu
Giải vô địch đua xe tải châu Âu của FIA là một hệ thống giải đua xe thể thao đường trường dành cho xe tải đầu kéo được Fédération Internationale de l'Automobile chấp thuận và được tổ chức bởi ETRA Promotion GmbH.

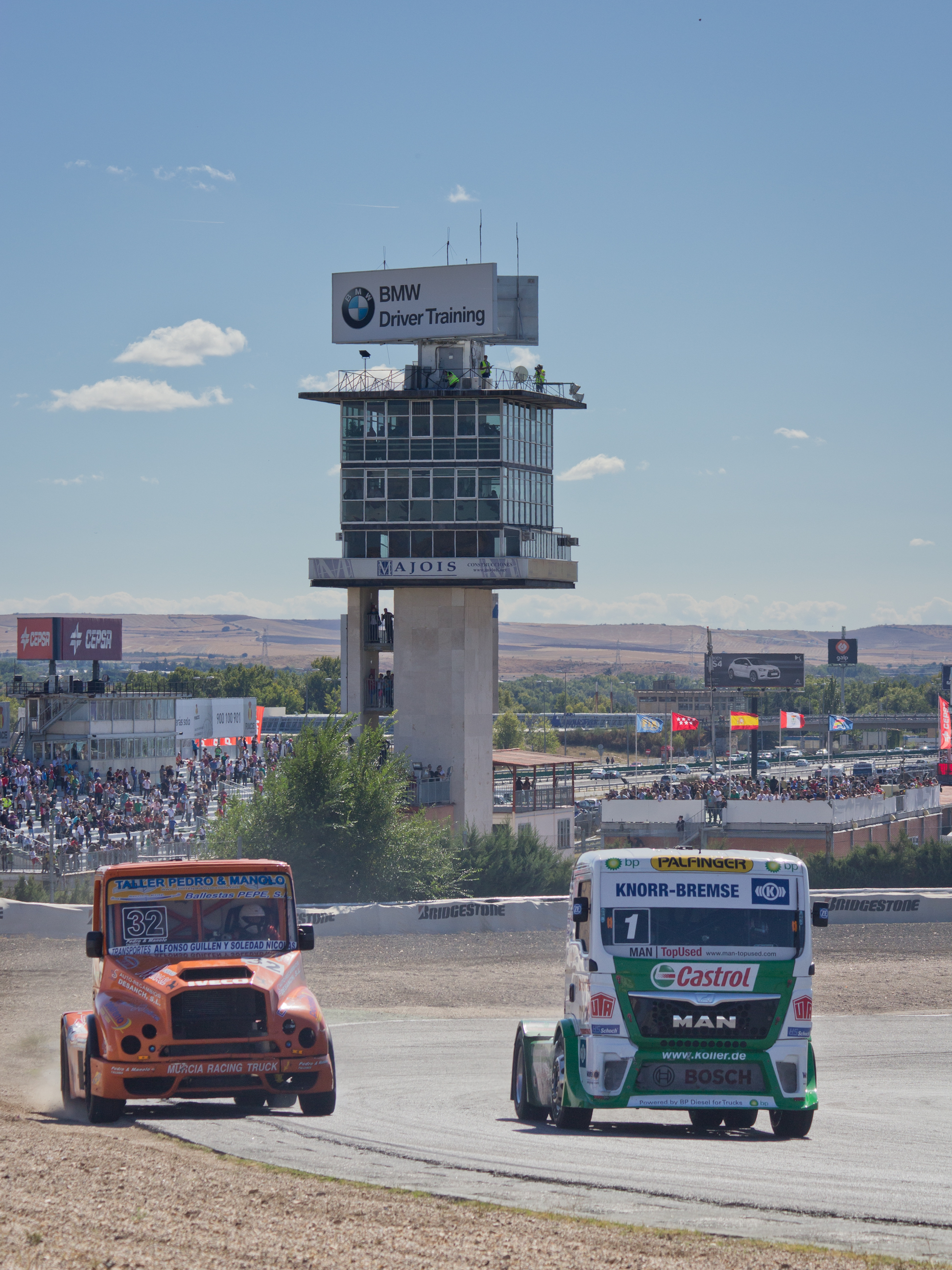
Pedro Ignacio García Marco và Jochen Hahn trên Circuito del Jarama năm 2013.

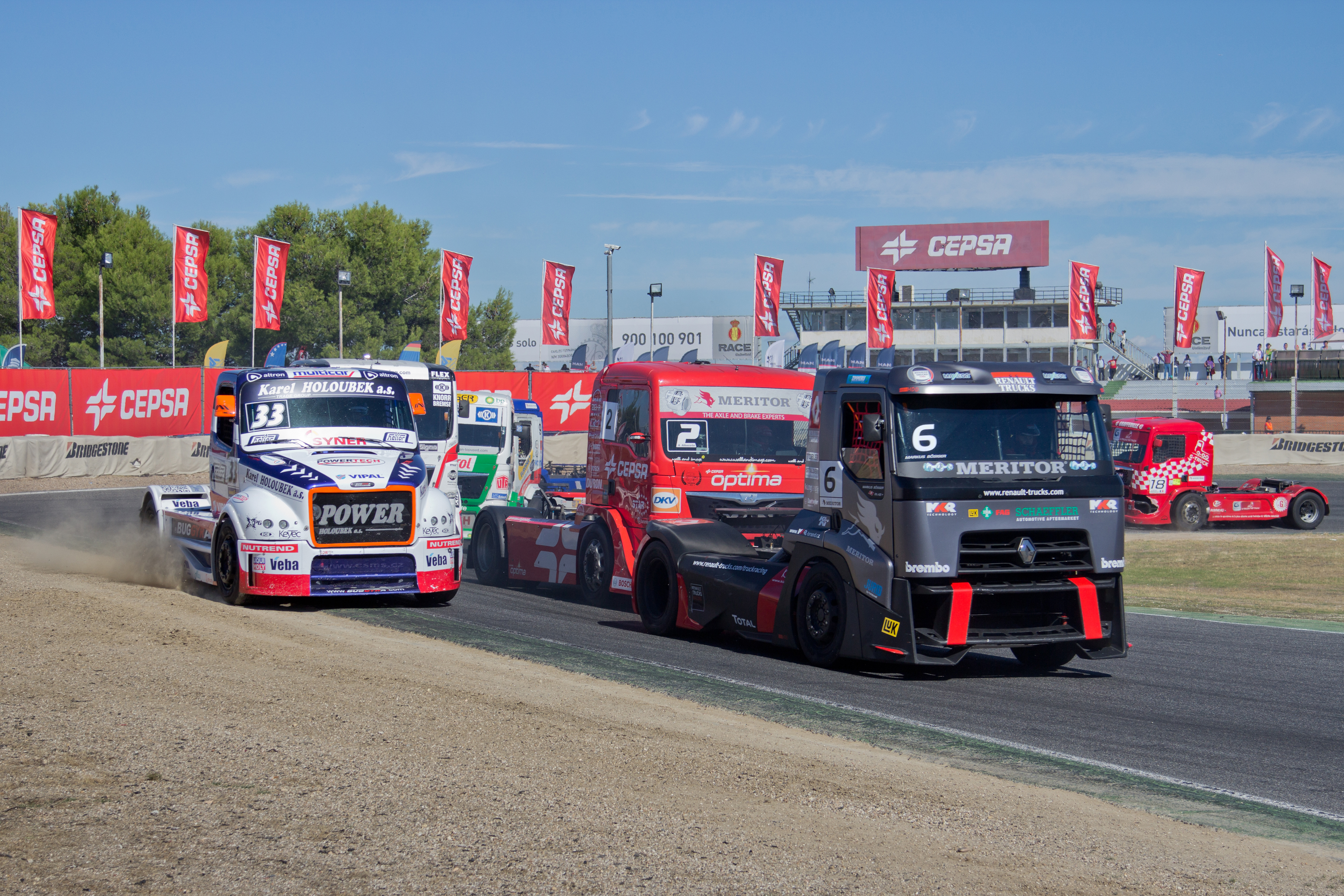
Tây Ban Nha Grand Prix 2013

## Nhà vô địch
Các tay đua in đậm đã thi đấu tại Giải vô địch đua xe tải châu Âu năm 2023.
| Tay đua              | Danh hiệu | Mùa giải                           |
| -------------------- | --------- | ---------------------------------- |
| Jochen Hahn          | 6         | 2011, 2012, 2013, 2016, 2018, 2019 |
| Norbert Kiss         | 5         | 2014, 2015, 2021, 2022, 2023       |
| Rod Chapman          | 3         | 1985, 1987, 1989                   |
| Richard Walker       | 2         | 1991, 1992                         |
| Gérard Cuynet        | 2         | 1988, 1993                         |
| Steve Parrish        | 2         | 1994, 1996                         |
| Harri Luostarinen    | 2         | 1997, 2000                         |
| Fritz Kreutzpointner | 2         | 1999, 2001                         |
| Gerd Körber          | 2         | 2002, 2003                         |
| David Vrsecky        | 2         | 2008, 2009                         |
| Antonio Albacete     | 2         | 2006, 2010                         |
| Mel Lindsay          | 1         | 1986                               |
| Axel Hegmann         | 1         | 1990                               |
| Slim Borgudd         | 1         | 1995                               |
| Ludovic Faure        | 1         | 1998                               |
| Markus Oestreich     | 1         | 2004                               |
| Ralf Druckenmüller   | 1         | 2005                               |
| Markus Bösiger       | 1         | 2007                               |
| Adam Lacko           | 1         | 2017                               |
| 19 tay đua           |           | 37 danh hiệu                       |

### 1985–1993
| Mùa giải | Class A        | Class A              | Class B           | Class B                | Class C        | Class C              |
| -------- | -------------- | -------------------- | ----------------- | ---------------------- | -------------- | -------------------- |
| 1985     | Rod Chapman    | Ford Cargo           | Richard Walker    | Leyland                | Yves Barrat    | Renault              |
| 1986     | Mel Lindsay    | Leyland Roadtrain    | Slim Borgudd      | Volvo White            | Curt Göransson | Volvo N12            |
| 1987     | Rod Chapman    | Ford Cargo           | George Allen      | Volvo White            | Slim Borgudd   | Volvo White          |
| 1988     | Gérard Cuynet  | Ford Cargo           | Curt Göransson    | Volvo N12              | Rolf Björk     | Scania T143M         |
| 1989     | Rod Chapman    | Volvo N12            | Curt Göransson    | Volvo N12              | Thomas Hegmann | Mercedes-Benz 1450-S |
| 1990     | Axel Hegmann   | Mercedes-Benz        | Curt Göransson    | Volvo N12              | Steve Parrish  | Mercedes-Benz 1450   |
| 1991     | Richard Walker | Volvo White Aero     | Jokke Kallio      | Sisu SR 340            | Gerd Körber    | Phoenix MAN          |
| 1992     | Richard Walker | Volvo White Aero     | Jokke Kallio      | Sisu SR 340            | Steve Parrish  | Mercedes-Benz 1450-S |
| 1993     | Gérard Cuynet  | Mercedes-Benz 1733-S | Harri Luostarinen | Sisu SR 340 Revolution | Steve Parrish  | Mercedes-Benz 1450-S |

### 1994–2005 (Cúp châu Âu FIA)
| Mùa giải | Super-Race-Trucks    | Super-Race-Trucks             | Race-Trucks       | Race-Trucks          |
| -------- | -------------------- | ----------------------------- | ----------------- | -------------------- |
| 1994     | Steve Parrish        | Mercedes-Benz 1834-S          | Boije Ovebrink    | Volvo NL12           |
| 1995     | Slim Borgudd         | Mercedes-Benz 1834-S          | Martin Koloc      | Sisu SR 340          |
| 1996     | Steve Parrish        | Mercedes-Benz 1834-S          | Martin Koloc      | Sisu SR 340          |
| 1997     | Harri Luostarinen    | Caterpillar TRD               | Heinz-Werner Lenz | Mercedes-Benz 1938-S |
| 1998     | Ludovic Faure        | Mercedes-Benz Atego Renntruck | Heinz-Werner Lenz | Mercedes-Benz 1938-S |
| 1999     | Fritz Kreutzpointner | MAN 18.423 FT                 | Heinz-Werner Lenz | Mercedes-Benz 1938-S |
| 2000     | Harri Luostarinen    | Caterpillar TRD               | Noël Crozier      | MAN 19.414           |
| 2001     | Fritz Kreutzpointner | MAN TR 1400                   | Lutz Bernau       | MAN 19.414           |
| 2002     | Gerd Körber          | Buggyra MK 002                | Egon Allgäuer     | MAN TGA              |
| 2003     | Gerd Körber          | Buggyra MK 002/B              | Lutz Bernau       | MAN TGA              |
| 2004     | Markus Oestreich     | VW Titan                      | Stuart Oliver     | MAN TGA              |
| 2005     | Ralf Druckenmüller   | VW Titan                      | Antonio Albacete  | MAN TGA              |

| Năm  | Super-Race-Trucks B | Super-Race-Trucks B |
| ---- | ------------------- | ------------------- |
| 2001 | Stan Matějovský     | Tatra               |

### 2006–nay (Giải vô địch châu Âu FIA)
| Mùa giải | Tay đua                              | Dòng xe                              | Hãng lốp                             | Pole                                 | Thắng                                | Podium                               | Điểm                                 | % Điểm                               | Margin                               |                                      |                  |         |   |  |  |  |     |        |    |
| -------- | ------------------------------------ | ------------------------------------ | ------------------------------------ | ------------------------------------ | ------------------------------------ | ------------------------------------ | ------------------------------------ | ------------------------------------ | ------------------------------------ | ------------------------------------ | ---------------- | ------- | - |  |  |  | --- | ------ | -- |
| Mùa giải | Tay đua                              | Dòng xe                              | Hãng lốp                             | Pole                                 | Thắng                                | Podium                               | Điểm                                 | % Điểm                               | Margin                               | 2006                                 | Antonio Albacete | MAN TGA | G |  |  |  | 346 | 64.074 | 28 |
| 2007     | Markus Bösiger                       | Buggyra                              | G                                    |                                      |                                      |                                      | 378                                  | 70.000                               | 1                                    |                                      |                  |         |   |  |  |  |     |        |    |
| 2008     | David Vrsecky                        | Buggyra                              | G                                    |                                      |                                      |                                      | 414                                  | 76.666                               | 21                                   |                                      |                  |         |   |  |  |  |     |        |    |
| 2009     | David Vrsecky                        | Buggyra                              | G                                    |                                      |                                      |                                      | 490                                  | 81.666                               | 23                                   |                                      |                  |         |   |  |  |  |     |        |    |
| 2010     | Antonio Albacete                     | MAN TGS                              | G                                    |                                      |                                      |                                      | 387                                  | 73.018                               | 52                                   |                                      |                  |         |   |  |  |  |     |        |    |
| 2011     | Jochen Hahn                          | MAN TG                               | G                                    | 7                                    | 12                                   | 22                                   | 402                                  | 67.000                               | 47                                   |                                      |                  |         |   |  |  |  |     |        |    |
| 2012     | Jochen Hahn                          | MAN TG                               | G                                    | 12                                   | 16                                   | 30                                   | 517                                  | 78.333                               | 49                                   |                                      |                  |         |   |  |  |  |     |        |    |
| 2013     | Jochen Hahn                          | MAN TGS                              | G                                    | 3                                    | 6                                    |                                      | 417                                  | 69.500                               | 5                                    |                                      |                  |         |   |  |  |  |     |        |    |
| 2014     | Norbert Kiss                         | MAN                                  | G                                    | 10                                   | 9                                    |                                      | 401                                  | 74.259                               | 18                                   |                                      |                  |         |   |  |  |  |     |        |    |
| 2015     | Norbert Kiss                         | MAN                                  | G                                    | 17                                   | 19                                   | 32                                   | 599                                  | 74.875                               | 152                                  |                                      |                  |         |   |  |  |  |     |        |    |
| 2016     | Jochen Hahn                          | MAN TGS                              | G                                    | 8                                    | 14                                   | 30                                   | 462                                  | 85.555                               | 55                                   |                                      |                  |         |   |  |  |  |     |        |    |
| 2017     | Adam Lacko                           | Buggyra                              | G                                    | 5                                    | 12                                   | 19                                   | 381                                  | 71.886                               | 38                                   |                                      |                  |         |   |  |  |  |     |        |    |
| 2018     | Jochen Hahn                          | Iveco Stralis                        | G                                    | 8                                    | 12                                   | 20                                   | 387                                  | 80.625                               | 121                                  |                                      |                  |         |   |  |  |  |     |        |    |
| 2019     | Jochen Hahn                          | Iveco Stralis                        | G                                    | 13                                   | 13                                   | 20                                   | 370                                  | 82.222                               | 102                                  |                                      |                  |         |   |  |  |  |     |        |    |
| 2020     | Không trao giải do Đại dịch COVID-19 | Không trao giải do Đại dịch COVID-19 | Không trao giải do Đại dịch COVID-19 | Không trao giải do Đại dịch COVID-19 | Không trao giải do Đại dịch COVID-19 | Không trao giải do Đại dịch COVID-19 | Không trao giải do Đại dịch COVID-19 | Không trao giải do Đại dịch COVID-19 | Không trao giải do Đại dịch COVID-19 | Không trao giải do Đại dịch COVID-19 |                  |         |   |  |  |  |     |        |    |
| 2021     | Norbert Kiss                         | MAN                                  | G                                    | 9                                    | 11                                   | 15                                   | 276                                  | 78.857                               | 49                                   |                                      |                  |         |   |  |  |  |     |        |    |
| 2022     | Norbert Kiss                         | MAN                                  | G                                    | 15                                   | 16                                   | 22                                   | 410                                  | 85.416                               | 115                                  |                                      |                  |         |   |  |  |  |     |        |    |
| 2023     | Norbert Kiss                         | MAN                                  | G                                    | 16                                   | 22                                   | 26                                   | 419                                  | 87.291                               | 105                                  |                                      |                  |         |   |  |  |  |     |        |    |
| 2024     | TBD                                  | TBD                                  | G                                    | TBD                                  | TBD                                  | TBD                                  | TBD                                  | TBD                                  | TBD                                  |                                      |                  |         |   |  |  |  |     |        |    |

#### Cúp Goodyear Truck
| Mùa giải | Tay đua                              | Xe tải                               |
| -------- | ------------------------------------ | ------------------------------------ |
| 2017     | José Rodrigues                       | MAN                                  |
| 2018     | Shane Brereton                       | MAN                                  |
| 2019     | Oliver Janes                         | Freightliner                         |
| 2020     | Không trao giải do đại dịch COVID-19 | Không trao giải do đại dịch COVID-19 |
| 2021     | Shane Brereton                       | MAN                                  |
| 2022     | Téo Calvet                           | Freightliner                         |
| 2023     | José Eduardo Rodrigues               | MAN                                  |